# 費雷拉 (格勞賓登州)

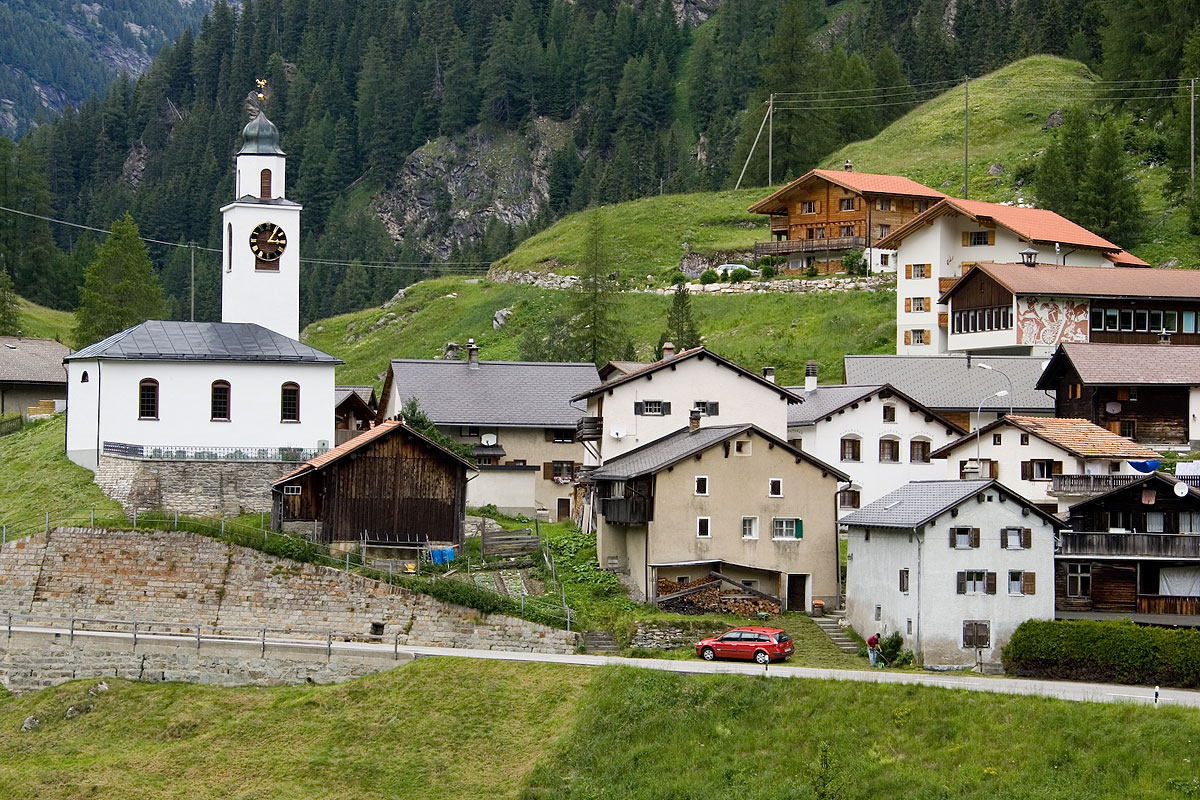

費雷拉是瑞士的城鎮，位於該國東部，由格勞賓登州負責管轄，面積75.45平方公里，海拔高度1,316米，每年平均降雨量1,238毫米，2011年人口87，人口密度每平方公里1人。

## 外部連結
- Official Web site （页面存档备份，存于）